# Anibontes mimus
Anibontes mimus är en spindelart som beskrevs av Chamberlin 1924. Anibontes mimus ingår i släktet Anibontes och familjen täckvävarspindlar. Inga underarter finns listade i Catalogue of Life.